# Susana Agustí Requena
Susana Agustí Requena és una biòloga i oceanògrafa espanyola que ha participat en més de 25 expedicions oceanogràfiques en els oceans Àrtic, Antàrtic, Atlàntic, Pacífic i Índic. Va tenir un paper clau en l'Expedició Malaspina. És professora de Ciències Marines a la Universitat del Rei Abdul·lah a Aràbia Saudita i professora adjunta a la Universitat de Tromsø (Noruega).

## Educació
Agustí va completar la seva llicenciatura i doctorat, per la Universitat Autònoma de Madrid el 1982 i 1989, respectivament.

## Investigacions
Agustí estudia el plàncton fotosintètic i l'equilibri metabòlic dels oceans, amb l'objectiu d'avaluar l'impacte del canvi global en els mateixos. La seva recerca s'ha dedicat a estudiar l'efecte de l'escalfament a l'oceà Àrtic, la mar Mediterrània i l'oceà Índic. En la seva funció com a investigadora del CSIC, on va treballar des de 1992, va dirigir la primera expedició oceanogràfica espanyola a l'Àrtic el 2007, i va dirigir el projecte «Punts d'Inflexió a l'Àrtic sobre els efectes del canvi climàtic». De 2011 a 2015, va ser fellow de professorat a l'Institut d'Oceans de la Universitat d'Austràlia Occidental, i des de 2015 ha estat professora de Ciències Marines al BESE, Centre d'Investigacions de la mar Roja, Universitat de ciència i tecnologia Rei Abdul·lah, Aràbia Saudita.
També investiga la mar Roja, en particular els efectes de l'increment de temperatura de l'aigua, i estudia els efectes d'altres estressors com la radiació UV-B, els contaminants transportats per l'atmosfera a l'oceà, i les interaccions entre estressors. Els seus temes principals de recerca inclouen el canvi global, l'oceanografia biològica, l'ecologia del fitoplàncton, el metabolisme del pèlag, els ecosistemes polars, les propietats òptiques i la radiació UV, creixement, mort i pèrdua de cèl·lules.
Ha participat en més de 25 expedicions oceanogràfiques a l'Àrtic, Antàrtic, Atlàntic, Pacífic i Índic. El 2010, Agustí va ser la Cap Científica en una escala de l'Expedició Malaspina, en què participaven conjuntament més de 400 científics de 10 països. Va dirigir un paquet de treball sobre l'òptica dels oceans, el fitoplàncton, metabolisme i producció.

## Selecció d'obres
Agustí és autora o coautora de més de cent estudis i articles d'investigació, incloent:
- Duarte, Carlos M.; Agustí, Susana; Arístegui, Javier; González, Natalia; Anadón, Ricardo. Evidence for a heterotrophic subtropical northeast Atlantic (en anglès). 46(2), 2001, p. 425-428 (Limnology and Oceanography).
- Agustí, Susana; Enríquez, Susana; Frost-Christensen, Henning; Sand-Jensen, Kaj; Duarte, Carlos M.. Light harvesting among photosynthetic organisms (en anglès), 1994, p. 273-279 (Functional Ecology).
- Llabrés, Moira; Agustí, Susana. Picophytoplankton cell death induced by UV radiation: evidence for oceanic Atlantic communities (en anglès), 2006.
- Agustí, Susana; Sánchez, M. Carmen. Cell viability in natural phytoplankton communities quantified by a membrane permeability probe (en anglès), 2002.
- Marbà, Núria; Duarte, Carlos M.; Agustí, Susana «Allometric scaling of plant life history» (en anglès). National Academy of Sciences, 104(40), 2007, pàg. 15777-15780.
- Duarte, Carlos M.; Dachs, Jordi; Llabrés, Moira; Agustí, Susana; et al. «Aerosol inputs enhance new production in the subtropical northeast Atlantic» (en anglès). Journal of Geophysical Research: Biogeosciences 111, G4, 2006.
- Vidal, Montserrat; Duarte, Carlos M.; Agustí, Susana; Gasol, Josep M.; Vaqué, Dolors «Alkaline phosphatase activities in the central Atlantic Ocean indicate large areas with phosphorus deficiency» (en anglès). Marine Ecology Progress Series, 262, 2003, pàg. 43-53.